# ＃好きなんだ
「#好きなんだ」（ハッシュタグすきなんだ）は、日本の女性アイドルグループ、AKB48の楽曲である。作詞は秋元康、作曲は伊藤心太郎が担当した。2017年8月30日にAKB48のメジャー49作目のシングルとしてキングレコードから発売された。楽曲のセンターポジションは指原莉乃が務めた。

## 背景とリリース
前作『願いごとの持ち腐れ』から3か月ぶりで2017年3作目のシングル。
選抜メンバーは『AKB48 49thシングル 選抜総選挙』によって選ばれた16人であり、荻野由佳（NGT48）、惣田紗莉渚（SKE48）、本間日陽（NGT48）の3人がAKB48のシングル表題曲において初選抜となった。その他のメンバーは前作から継続して選抜入りしているが、白間美瑠、古畑奈和、吉田朱里は選抜総選挙によるシングルにおいては初選抜である。また、グループ別での選抜メンバーの内訳はSKE48が5人で最多となり、AKB48のシングル表題曲の選抜メンバーで、単一の姉妹グループがAKB48メンバーの数を上回ったのは初めてのことである。
また、前作の選抜メンバーのうち、22人が選抜から外れた。
AKB48のシングル表題曲としては「ラブラドール・レトリバー」以来3年ぶりとなる夏ソングで、王道アイドルソングでもある。いっぽうでカップリング曲の「だらしない愛し方」（アンダーガールズ）、「戸惑ってためらって」（ネクストガールズ）、「自分たちの恋に限って」（フューチャーガールズ）、「月の仮面」（アップカミングガールズ）はそろってシリアスな楽曲になっている。
2017年7月27日に放送された『AKB48のオールナイトニッポン』（ニッポン放送）において、楽曲タイトル初公開とともに音源解禁となった。2017年8月25日に放送された『ミュージックステーション2時間スペシャル』（テレビ朝日）でテレビ初披露となった。
Type Dには『AKB48 49thシングル 選抜総選挙 × SHOWROOM』における上位16名「SHOWROOM選抜」による楽曲「プライベートサマー」が収録され、同企画で1位となった大西桃香がセンターを務める。Type Eに収録される『豆腐プロレス』楽曲「ギブアップはしない」では、メンバーはドラマでのリングネームのまま参加している。

## アートワーク
| Type A・初回限定盤 | 指原莉乃                                                                 |
| Type A・通常盤     | 指原莉乃・横山由依・吉田朱里                                             |
| Type B・初回限定盤 | 渡辺麻友・松井珠理奈・宮脇咲良・荻野由佳・須田亜香里                     |
| Type B・通常盤     | 渡辺麻友・北原里英・古畑奈和                                             |
| Type C・初回限定盤 | 横山由依・惣田紗莉渚・岡田奈々・北原里英・高橋朱里                       |
| Type C・通常盤     | 松井珠理奈・岡田奈々・本間日陽                                           |
| Type D・初回限定盤 | 白間美瑠・本間日陽・古畑奈和・高柳明音・吉田朱里                         |
| Type D・通常盤     | 宮脇咲良・惣田紗莉渚・白間美瑠                                           |
| Type E・初回限定盤 | 指原莉乃・渡辺麻友・松井珠理奈・宮脇咲良・荻野由佳・須田亜香里・横山由依 |
| Type E・通常盤     | 荻野由佳・須田亜香里・高橋朱里・高柳明音                                 |
| 劇場盤             | 『#好きなんだ』選抜メンバー16名                                          |

AKB48としては久々に「ザ・アイドル」という要素を打ち出した作品に仕上がっている。前作『願いごとの持ち腐れ』のアートワークのモチーフであるタンポポの綿毛が、本作で黄色い花を開いたイメージになっている。ジャケット写真では選抜メンバーは純白の衣装を着用し、初回限定盤では3,000個の黄色いボールプールの中で撮影され、通常盤ではメンバーのやんちゃな表情が切り取られた。ジャケット写真に黄色が使用された理由の一つとして、指原は「指原のファンさんがいつも黄色だからそれに合わせて黄色にしてくださったそうです」と明かしている。

## ミュージック・ビデオ
#好きなんだ
表題曲「#好きなんだ」のミュージック・ビデオ (MV) は沖縄県で撮影された。沖縄は『AKB48 49thシングル 選抜総選挙』開票イベントの開催地でもあり、雨天により屋外イベントが中止となり、無観客での開票イベントが開催されたことへのリベンジとして、オール沖縄ロケが行われた。MVのテーマは「女子旅」。「インスタ映え」する女子旅ロード・ムービーであり、指原がツアーコンダクターを演じ、唯一ツアーに参加した渡辺麻友を観光案内する。メンバーたちが国際通り商店街、おきなわワールド、船、トゥクトゥク、海水浴など、沖縄を満喫する姿が描かれている。歌唱（ダンス）シーンは世界遺産である中城城跡で撮影された。右手の人差し指と中指、左手の薬指と小指を使った「#（ハッシュタグ）ポーズ」や、指原の愛称「さっしー」が取り入れられた振りが入る。
監督は「言い訳Maybe」や「ポニーテールとシュシュ」などのMVを手がけた高橋栄樹が担当した。また、振付は「大声ダイヤモンド」等を担当している牧野アンナ、衣装はグループの初期から担当する茅野しのぶが手がけ、本作は「That's AKB48」感が溢れている。指原は「監督えいきさん×振り付けアンナさん×衣装しのぶさんってのがエモすぎるねえ。」「女子旅っていうテーマなんですが、監督がおじさんというところが見どころ」などと語っている。
ギブアップはしない
ドラマ『豆腐プロレス』WIP最強クイーン決定トーナメントOVER THE TOPから約2か月後の物語としてWIP CLIMAX「チェリー宮脇&ロングスピーチ横山 対 道頓堀白間＆ハリウッドJURINA」のタッグマッチが描かれる。回想の形で『豆腐プロレス』本編映像も使われている。実況アナウンサー役は「シュートサイン」と同じく辻よしなりが担当した。

## メディアでの使用
#好きなんだ
ヤフー オリジナル動画 AKB48から秘密のメッセージ「Yahoo! Wi-Fi 502HW編」「Yahoo! Wi-Fi 506HW編」の使用曲。
地方局「ミッドナイトシャッフル」エンディングテーマ。
だらしない愛し方
リラィアブル『コーチャンフォー』のCMソング。
ギブアップはしない
『豆腐プロレス The REAL 2017 WIP CLIMAX』テーマソング。

## シングル収録トラック

### Type A
「初回限定盤」と「通常盤」の2種類が存在するが、収録トラックは同一。
| #         | タイトル                                 | 作詞      | 作曲       | 編曲      | 時間  |
| --------- | ---------------------------------------- | --------- | ---------- | --------- | ----- |
| 1.        | 「#好きなんだ」                          | 秋元康    | 伊藤心太郎 | 太田貴之  | 4:31  |
| 2.        | 「だらしない愛し方」(アンダーガールズ)   | 秋元康    | 古川貴浩   | 古川貴浩  | 3:50  |
| 3.        | 「戸惑ってためらって」(ネクストガールズ) | 秋元康    | Yo-Hey     | Yo-Hey    | 4:31  |
| 4.        | 「#好きなんだ（off vocal ver.）」        |           | 伊藤心太郎 | 太田貴之  | 4:30  |
| 5.        | 「だらしない愛し方（off vocal ver.）」   |           | 古川貴浩   | 古川貴浩  | 3:50  |
| 6.        | 「戸惑ってためらって（off vocal ver.）」 |           | Yo-Hey     | Yo-Hey    | 4:30  |
| 合計時間: | 合計時間:                                | 合計時間: | 合計時間:  | 合計時間: | 25:42 |

| #  | タイトル                           | 作詞 | 作曲・編曲 | 監督     |
| -- | ---------------------------------- | ---- | ---------- | -------- |
| 1. | 「#好きなんだ Music Video」        |      |            | 高橋栄樹 |
| 2. | 「だらしない愛し方 Music Video」   |      |            | 谷山剛   |
| 3. | 「戸惑ってためらって Music Video」 |      |            | 大野敏嗣 |

### Type B
「初回限定盤」と「通常盤」の2種類が存在するが、収録トラックは同一。
| #         | タイトル                                       | 作詞      | 作曲       | 編曲      | 時間  |
| --------- | ---------------------------------------------- | --------- | ---------- | --------- | ----- |
| 1.        | 「#好きなんだ」                                | 秋元康    | 伊藤心太郎 | 太田貴之  | 4:31  |
| 2.        | 「だらしない愛し方」(アンダーガールズ)         | 秋元康    | 古川貴浩   | 古川貴浩  | 3:50  |
| 3.        | 「自分たちの恋に限って」(フューチャーガールズ) | 秋元康    | 宮崎京一   | 若田部誠  | 4:12  |
| 4.        | 「#好きなんだ（off vocal ver.）」              |           | 伊藤心太郎 | 太田貴之  | 4:30  |
| 5.        | 「だらしない愛し方（off vocal ver.）」         |           | 古川貴浩   | 古川貴浩  | 3:50  |
| 6.        | 「自分たちの恋に限って（off vocal ver.）」     |           | 宮崎京一   | 若田部誠  | 4:12  |
| 合計時間: | 合計時間:                                      | 合計時間: | 合計時間:  | 合計時間: | 25:05 |

| #  | タイトル                             | 作詞 | 作曲・編曲 | 監督     |
| -- | ------------------------------------ | ---- | ---------- | -------- |
| 1. | 「#好きなんだ Music Video」          |      |            | 高橋栄樹 |
| 2. | 「だらしない愛し方 Music Video」     |      |            | 谷山剛   |
| 3. | 「自分たちの恋に限って Music Video」 |      |            | 井上強   |

### Type C
「初回限定盤」と「通常盤」の2種類が存在するが、収録トラックは同一。
| #         | タイトル                               | 作詞      | 作曲       | 編曲      | 時間  |
| --------- | -------------------------------------- | --------- | ---------- | --------- | ----- |
| 1.        | 「#好きなんだ」                        | 秋元康    | 伊藤心太郎 | 太田貴之  | 4:31  |
| 2.        | 「だらしない愛し方」(アンダーガールズ) | 秋元康    | 古川貴浩   | 古川貴浩  | 3:50  |
| 3.        | 「月の仮面」(アップカミングガールズ)   | 秋元康    | 川西竜弥   | 若田部誠  | 3:58  |
| 4.        | 「#好きなんだ（off vocal ver.）」      |           | 伊藤心太郎 | 太田貴之  | 4:30  |
| 5.        | 「だらしない愛し方（off vocal ver.）」 |           | 古川貴浩   | 古川貴浩  | 3:50  |
| 6.        | 「月の仮面（off vocal ver.）」         |           | 川西竜弥   | 若田部誠  | 3:57  |
| 合計時間: | 合計時間:                              | 合計時間: | 合計時間:  | 合計時間: | 24:36 |

| #  | タイトル                         | 作詞 | 作曲・編曲 | 監督     |
| -- | -------------------------------- | ---- | ---------- | -------- |
| 1. | 「#好きなんだ Music Video」      |      |            | 高橋栄樹 |
| 2. | 「だらしない愛し方 Music Video」 |      |            | 谷山剛   |
| 3. | 「月の仮面 Music Video」         |      |            | 末吉ノブ |

### Type D
「初回限定盤」と「通常盤」の2種類が存在するが、収録トラックは同一。
| #         | タイトル                                 | 作詞      | 作曲       | 編曲      | 時間  |
| --------- | ---------------------------------------- | --------- | ---------- | --------- | ----- |
| 1.        | 「#好きなんだ」                          | 秋元康    | 伊藤心太郎 | 太田貴之  | 4:31  |
| 2.        | 「だらしない愛し方」(アンダーガールズ)   | 秋元康    | 古川貴浩   | 古川貴浩  | 3:50  |
| 3.        | 「プライベートサマー」(SHOWROOM選抜)     | 秋元康    | 田中シンヤ | 生田真心  | 4:14  |
| 4.        | 「#好きなんだ（off vocal ver.）」        |           | 伊藤心太郎 | 太田貴之  | 4:30  |
| 5.        | 「だらしない愛し方（off vocal ver.）」   |           | 古川貴浩   | 古川貴浩  | 3:50  |
| 6.        | 「プライベートサマー（off vocal ver.）」 |           | 田中シンヤ | 生田真心  | 4:12  |
| 合計時間: | 合計時間:                                | 合計時間: | 合計時間:  | 合計時間: | 25:07 |

| #  | タイトル                           | 作詞 | 作曲・編曲 | 監督     |
| -- | ---------------------------------- | ---- | ---------- | -------- |
| 1. | 「#好きなんだ Music Video」        |      |            | 高橋栄樹 |
| 2. | 「だらしない愛し方 Music Video」   |      |            | 谷山剛   |
| 3. | 「プライベートサマー Music Video」 |      |            | ZUMI     |

### Type E
「初回限定盤」と「通常盤」の2種類が存在するが、収録トラックは同一。
| #         | タイトル                                 | 作詞      | 作曲       | 編曲           | 時間  |
| --------- | ---------------------------------------- | --------- | ---------- | -------------- | ----- |
| 1.        | 「#好きなんだ」                          | 秋元康    | 伊藤心太郎 | 太田貴之       | 4:31  |
| 2.        | 「だらしない愛し方」(アンダーガールズ)   | 秋元康    | 古川貴浩   | 古川貴浩       | 3:50  |
| 3.        | 「ギブアップはしない」(豆腐プロレス楽曲) | 秋元康    | 川浦正大   | 野中“まさ”雄一 | 5:00  |
| 4.        | 「#好きなんだ（off vocal ver.）」        |           | 伊藤心太郎 | 太田貴之       | 4:30  |
| 5.        | 「だらしない愛し方（off vocal ver.）」   |           | 古川貴浩   | 古川貴浩       | 3:50  |
| 6.        | 「ギブアップはしない（off vocal ver.）」 |           | 川浦正大   | 野中“まさ”雄一 | 4:59  |
| 合計時間: | 合計時間:                                | 合計時間: | 合計時間:  | 合計時間:      | 26:40 |

| #  | タイトル                           | 作詞 | 作曲・編曲 | 監督     |
| -- | ---------------------------------- | ---- | ---------- | -------- |
| 1. | 「#好きなんだ Music Video」        |      |            | 高橋栄樹 |
| 2. | 「だらしない愛し方 Music Video」   |      |            | 谷山剛   |
| 3. | 「ギブアップはしない Music Video」 |      |            | 瀬里義治 |

### 劇場盤
| #         | タイトル                               | 作詞      | 作曲       | 編曲       | 時間  |
| --------- | -------------------------------------- | --------- | ---------- | ---------- | ----- |
| 1.        | 「#好きなんだ」                        | 秋元康    | 伊藤心太郎 | 太田貴之   | 4:31  |
| 2.        | 「だらしない愛し方」(アンダーガールズ) | 秋元康    | 古川貴浩   | 古川貴浩   | 3:50  |
| 3.        | 「抱きつこうか?」(AKB48 16期研究生)    | 秋元康    | 石井健太郎 | 石井健太郎 | 4:53  |
| 4.        | 「#好きなんだ（off vocal ver.）」      |           | 伊藤心太郎 | 太田貴之   | 4:30  |
| 5.        | 「だらしない愛し方（off vocal ver.）」 |           | 古川貴浩   | 古川貴浩   | 3:50  |
| 6.        | 「抱きつこうか?（off vocal ver.）」    |           | 石井健太郎 | 石井健太郎 | 4:52  |
| 合計時間: | 合計時間:                              | 合計時間: | 合計時間:  | 合計時間:  | 26:36 |

## 選抜メンバー
かっこ内は『AKB48 49thシングル 選抜総選挙』における順位。
- 岡田奈々（9位） [注釈 3]
- 荻野由佳（5位） [注釈 4]
- 北原里英（10位） [注釈 4]
- 指原莉乃（1位） [注釈 5]
- 白間美瑠（12位） [注釈 6]
- 須田亜香里（6位） [注釈 7]
- 惣田紗莉渚（8位） [注釈 7]
- 高橋朱里（11位）
- 高柳明音（15位） [注釈 7]
- 古畑奈和（14位） [注釈 7]
- 本間日陽（13位） [注釈 4]
- 松井珠理奈（3位） [注釈 7]
- 宮脇咲良（4位） [注釈 8]
- 横山由依（7位）
- 吉田朱里（16位） [注釈 9]
- 渡辺麻友（2位）